# Césarprisen
Césarprisen er Frankrigs nationale filmpris, der har været uddelt siden 1975. De nominerede udvælges af medlemmerne af Académie des Arts et Techniques du Cinéma. Filmprisen anses for at være det franske modstykke til Oscaruddelingen.

## Kategorier
Film
- César for bedste film – (César du meilleur film)
- César for bedste animationsfilm – (César du meilleur film d'animation)
- César for bedste debutfilm – (César du meilleur premier film ) (César de la meilleure première œuvre de fiction de 1976 à 1999 et César de la meilleure première œuvre de 2000 à 2005)
- César for bedste udenlandske film – (César du meilleur film étranger)
- César for bedste dokumentarfilm – (César du meilleur film documentaire)
- César for bedste film fra EU – fra 2003 til 2006 (César du meilleur film de l'Union européenne)

Produktion
- César for bedste instruktør – (César du meilleur réalisateur)

'Manuskript
- César for bedste original manuskript eller bearbejdelse – (César du meilleur scénario original ou adaptation)

Siden 2006 er denne pris opdelt i 2 separate priser:
- César for bedste original manuskript – (César du meilleur scénario original)
- César for bedste bearbejdede manuskript – (César de la meilleure adaptation)

Fortolkning
- César for bedste mandlige hovedrolle – (César du meilleur acteur)
- César for bedste kvindelige hovedrolle – (César de la meilleure actrice)
- César for bedste mandlige birolle – (César du meilleur acteur dans un second rôle)
- César for bedste kvindelige birolle – (César de la meilleure actrice dans un second rôle)
- César for største mandlige filmhåb – (César du meilleur espoir masculin)
- César for største kvindelige filmhåb – (César du meilleur espoir féminin)

Teknik
- César for bedste kostumer – (César des meilleurs costumes)
- César for bedste scenografi – (César du meilleur décor)
- César for bedste klipning – (César du meilleur montage)
- César for bedste fotografering – (César de la meilleure photographie)
- César for bedste lyd – (César du meilleur son)

Kortfilm
- César for bedste kortfilm – (César du meilleur court-métrage)
- César for bedste animationskortfilm – (César du meilleur court-métrage d'animation)
- César for bedste fiktionskortfilm – (César du meilleur court-métrage de fiction)
- César for bedste dokumentationskortfilm – (César du meilleur court-métrage documentaire)

Musik
- César for bedste musik skrevet til en film – (César du meilleur musique écrite pour un film

Æres
- Ærescésar – (César d'honneur)

Andre
- César for bedste filmplakat – (César de la meilleure affiche)
- César for bedste producent – (César du meilleur producteur)
- Césaren over alle Césarer – (César des Césars)

### Danske modtagere
- Sidse Babett Knudsen for bedste kvindelige birolle i Hermelinen (2016)

## Afholdelser
| Ceremoni           | Afholdelsesdato  | Afholdelsessted            | Bedste film                           | Ærescésar                                                              |
| ------------------ | ---------------- | -------------------------- | ------------------------------------- | ---------------------------------------------------------------------- |
| 1. César ceremoni  | 3. april 1976    | Palais des Congrès         | Le Vieux Fusil                        | Ingrid Bergman, Diana Ross                                             |
| 2. César ceremoni  | 19. februar 1977 | Salle Pleyel               | Monsieur Klein                        | Henri Langlois, Jacques Tati                                           |
| 3. César ceremoni  | 4. februar 1978  | Salle Pleyel               | Providence                            | Robert Dorfmann, René Goscinny                                         |
| 4. César ceremoni  | 3. februar 1979  | Salle Pleyel               | L'Argent des autres                   | Marcel Carné, Charles Vanel, Walt Disney                               |
| 5. César ceremoni  | 2. februar 1980  | Salle Pleyel               | Tess (Polanski)                       | Pierre Braunberger, Louis de Funès, Kirk Douglas                       |
| 6. César ceremoni  | 31. janvier 1981 | Palais des Congrès         | Le Dernier Métro                      | Marcel Pagnol, Alain Resnais                                           |
| 7. César ceremoni  | 27. februar 1982 | Salle Pleyel               | La Guerre du Feu                      | Georges Dancigers, Alexandre Mnouchkine, Jean Nény, Andrzej Wajda      |
| 8. César ceremoni  | 26. februar 1983 | Cinéma Le Rex              | La Balance                            | Raimu                                                                  |
| 9. César ceremoni  | 3. marts 1984    | Théâtre de l'Empire        | A Nos Amours & Le Bal                 | René Clément, Georges de Beauregard, Edwige Feuillère, Christian-Jaque |
| 10. César ceremoni | 3. februar 1985  | Théâtre de l'Empire        | Les Ripoux                            | Danielle Darrieux, Christine Gouze-Renal, Alain Poiré                  |
| 11. César ceremoni | 22. februar 1986 | Palais des Congrès         | Tre Mand frem for en Baby             | Maurice Jarre, Bette Davis, René Ferracci, Claude Lanzmann             |
| 12. César ceremoni | 7 marts 1987     | Palais des Congrès         | Thérèse                               | Jean-Luc Godard                                                        |
| 13. César ceremoni | 12. marts 1988   | Palais des Congrès         | Vi ses Igen (Louis Malle)             | Serge Silberman                                                        |
| 14. César ceremoni | 4. marts 1989    | Théâtre de l'Empire        | Camille Claudel                       | Bernard Blier, Paul Grimault                                           |
| 15. César ceremoni | 4. marts 1990    | Théâtre des Champs Elysées | Trop Belle pour Toi!                  | Gérard Philipe                                                         |
| 16. César ceremoni | 9. marts 1991    | Théâtre des Champs Elysées | Cyrano de Bergerac                    | Jean-Pierre Aumont, Sophia Loren                                       |
| 17. César ceremoni | 22. februar 1992 | Palais des Congrès         | Tous les Matins du Monde              | Michèle Morgan, Sylvester Stallone                                     |
| 18. César ceremoni | 8. marts 1993    | Théâtre des Champs Elysées | Les Nuits Fauve                       | Jean Marais, Marcello Mastroianni, Gérard Oury                         |
| 19. César ceremoni | 26. februar 1994 | Théâtre des Champs Elysées | Smoking/No Smoking                    | Jean Carmet                                                            |
| 20. César ceremoni | 25. februar 1995 | Palais des Congrès         | Les Roseaux Sauvages                  | Jeanne Moreau, Gregory Peck, Steven Spielberg                          |
| 21. César ceremoni | 3. februar 1996  | Théâtre des Champs Elysées | La Haine                              | Lauren Bacall, Henri Verneuil                                          |
| 22. César ceremoni | 8. februar 1997  | Théâtre des Champs Elysées | Ridicule                              | Charles Aznavour, Andie McDowell                                       |
| 23. César ceremoni | 28. februar 1998 | Théâtre des Champs Elysées | On Connait la Chanson                 | Michæl Douglas, Clint Eastwood, Jean-Luc Goddard                       |
| 24. César ceremoni | 6. marts 1999    | Théâtre des Champs Elysées | La Vie rêvée des anges                | Pedro Almodóvar, Johnny Depp, Jean Rochefort                           |
| 25. César ceremoni | 19. februar 2000 | Théâtre des Champs Elysées | Vénus beauté (institut)               | Josiane Balasko, Georges Cravenne, Jean-Pierre Léaud, Martin Scorsese  |
| 26. César ceremoni | 24. februar 2001 | Théâtre des Champs Elysées | Le Goût des autres                    | Darry Cowl, Charlotte Rampling, Agnès Varda                            |
| 27. César ceremoni | 2. marts 2002    | Théâtre du Châtelet        | Den Fabelagtige Amélie fra Montmartre | Anouk Aimée, Jeremy Irons, Claude Rich                                 |
| 28. César ceremoni | 22. februar 2003 | Théâtre du Châtelet        | Pianisten                             | Bernadette Lafont, Spike Lee, Meryl Streep                             |
| 29. César ceremoni | 21. februar 2004 | Théâtre du Châtelet        | Les Invasions Barbares                | Micheline Presle                                                       |
| 30. César ceremoni | 2. februar 2005  | Théâtre du Châtelet        | L'Esquive                             | Jacques Dutronc, Will Smith                                            |
| 31. César ceremoni | 25. februar 2006 | Théâtre du Châtelet        | De battre mon cœur s'est arrêté       | Hugh Grant, Pierre Richard                                             |
| 32. César ceremoni | 24. februar 2007 | Théâtre du Châtelet        | Lady Chatterley                       | Marlène Jobert, Jude Law                                               |
| 33. César ceremoni | 22. februar 2008 | Théâtre du Châtelet        | La Graine et le Mulet                 | Jeanne Moreau, Roberto Benigni                                         |
| 34. César ceremoni | 27. februar 2009 | Théâtre du Châtelet        | Séraphine                             | Dustin Hoffman                                                         |
| 35. César ceremoni | 27. februar 2010 | Théâtre du Châtelet        | Profeten (Jacques Audiard)            | Harrison Ford                                                          |
| 36. César ceremoni | 25. februar 2011 | Théâtre du Châtelet        | Om Guder og Mænd                      | Quentin Tarantino                                                      |
| 37. César ceremoni | 24. februar 2012 | Théâtre du Châtelet        | The Artist                            | Kate Winslet                                                           |
| 38. César ceremoni | 22. februar 2013 | Théâtre du Châtelet        | Amour                                 | Kevin Costner                                                          |
| 39. César ceremoni | 28. februar 2014 | Théâtre du Châtelet        | Les garçons et Guillaume, à table!    | Scarlett Johansson                                                     |
| 40. César ceremoni | 20. februar 2015 | Théâtre du Châtelet        | Timbuktu                              | Sean Penn                                                              |
| 41. César ceremoni | 26. februar 2016 | Théâtre du Châtelet        | Fatima                                | Michael Douglas                                                        |
| 42. César ceremoni | 24. februar 2017 | Théâtre du Châtelet        | Elle                                  | George Clooney                                                         |

## Ekstern henvisning
- Officiel hjemmeside